# ازکیل اسکلوتو
ازکیل ماتیاس اسکلوتو (اسپانیایی: Ezequiel Matías Schelotto‎؛ زادهٔ ۲۳ مهٔ ۱۹۸۹) بازیکن فوتبال اهل آرژانتین است.

## دوران ملی
اسکلوتو به دلیل داشتن ریشه ایتالیایی، موفق به کسب تابعیت ایتالیا شد. در نوامبر ۲۰۰۹ به تیم ملی فوتبال زیر ۲۱ سال ایتالیا دعوت شد و بلا فاصله در ترکیب اصلی برای بازی برابر مجارستان قرار گرفت.
در اوت ۲۰۱۲ نیز توسط چزاره پراندلی به تیم ملی فوتبال ایتالیا برای انحام بازی دوستانه برابر انگلستان دعوت شد تا نخستین بازی‌اش را برای این تیم انجام دهد.